# Bruville
Bruville é uma comuna francesa na região administrativa de Grande Leste, no departamento de Meurthe-et-Moselle. Estende-se por uma área de 10,81 km². Em 2010 a comuna tinha 231 habitantes (densidade: 21,4 hab./km²).

## Monumentos
- Presença galo-romana.

- Monumento nacional 1870

- Sepulturas militares de 1870.